# Francesco Amirante

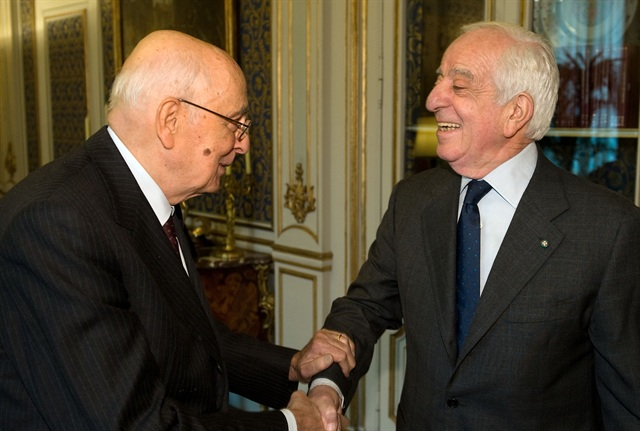
Francesco Amirante (rechts) und Staatspräsident Giorgio Napolitano (2010)

Francesco Amirante (* 16. April 1933 in Neapel; † 6. Januar 2024 in Neapel) war ein italienischer Jurist. Er war von 2009 bis 2010 Präsident des italienischen Verfassungsgerichtes.
Im Jahr 1958 schloss Amirante sein Studium der Rechtswissenschaften an der Universität Federico II in Neapel ab und wurde Mitglied im Magistrat der Stadt. Später war er pretore (Amtsrichter) in Forlì, Vicenza und Lagonegro. Außerdem war er in der Insolvenz-Abteilung am neapolitanischen Gerichtshof tätig. 1980 wurde er Mitarbeiter des Ufficio del Massimario an der Corte Suprema di Cassazione, dem obersten Gericht der ordentlichen Gerichtsbarkeit.
Amirante wurde 2001 Verfassungsrichter und am 14. November 2008 Vizepräsident des italienischen Verfassungsgerichtes. Am 25. Februar 2009 wurde Amirante mit 13 Stimmen und zwei Enthaltungen zum 33. Präsidenten des Verfassungsgerichtes gewählt. Als seinen Vizepräsidenten nominierte er Ugo De Siervo. In seiner ersten Rede in der neuen Funktion unterstrich Amirante die Bedeutung der Unabhängigkeit des Gerichtes, deren Bedeutung für den Schutz der Unabhängigkeit anderer Institutionen sowie der Grundrechte, wie z. B. der Pressefreiheit in einer Demokratie.
Am 10. Dezember 2010 schied Amirante aus dem Verfassungsgericht aus. Sein Nachfolger als Präsident wurde Ugo De Siervo. 
Amirante verstarb am 6. Januar 2024 an den Folgen eines Sturzes.